# Каменистое (село)
Каменистое (укр. Кам'янисте) — село в Золочевской городской общине Золочевского района Львовской области Украины.
Население по переписи 2001 года составляло 67 человек. Занимает площадь 0,517 км². Почтовый индекс — 80746. Телефонный код — 3265.

## История
В 1946 г. Указом ПВС УССР село Казимировка переименовано в Каменистое.